# سستولا
سستولا (به ایتالیایی: Sestola) یک کومونه در ایتالیا است که در استان مودنا واقع شده‌است.

## خصوصیات
سستولا ۵۲٫۵ کیلومترمربع مساحت و ۲٬۶۴۷ نفر جمعیت دارد.